# 杜雨苍
杜雨苍（1932年—），男，江苏江阴人，中国生物化学家，中国科学院上海生物化学研究所研究员、博士生导师，曾任中国科学院上海分院副院长，中国生物化学会常务理事。